# Fruitvale, Colorado
Fruitvale är en ort (CDP) i Mesa County, i delstaten Colorado, USA. Enligt United States Census Bureau har orten en folkmängd på 7 675 invånare (2010) och en landarea på 7,5 km².